# 国鉄タサ700形貨車
国鉄タサ700形貨車（こくてつタサ700がたかしゃ）は、かつて鉄道省、及び1949年（昭和24年）6月1日以降は日本国有鉄道（国鉄）に在籍した私有貨車（タンク車）である。
本形式より改造され別形式となったタサ3500形、タサ4400形、タキ10形についても本項目で解説する。

## 沿革
タサ700形は、1928年（昭和3年）の車両称号規程改正によりオア27600形、オア27620形を改番し誕生した形式である。オア27600形は1925年（大正14年）8月22日に3両（オア27600 - オア27602→タサ700 - タサ702）が日本車輌製造にて、オア27620形は1927年（昭和2年）10月13日に1両（オア27620→タサ703）のみが新潟鐵工所にてそれぞれ製造された。
以降1929年（昭和4年）3月1日より1943年（昭和18年）8月2日にかけて175両（タサ704 - タサ705、タサ707 - タサ879）が新潟鐵工所、日本車輌製造、大阪鉄工所、川崎車輛、汽車製造の5社にて製作された。この際タサ706は空番であった。
戦後の1947年（昭和22年）4月4日及び1948年（昭和23年）10月23日に各1両ずつの戦災復旧車がタサ700形として落成した。以上合計181両（タサ700 - タサ705、タサ707 - タサ881）がタサ700形として落成した。
タサ700形の内3両（タサ874、タサ877 - タサ878）が1955年（昭和30年）5月28日 - 同年6月13日に専用種別変更（揮発油（ガソリン）→アルコール）が行われ形式は新形式であるタサ3500形（後述）とされ、1両（タサ823）が1957年（昭和32年）7月9日に専用種別変更（揮発油（ガソリン）→ベンゾール）が行われ形式は新形式であるタサ4400形（後述）とされ、1両（タサ730）が1953年（昭和28年）頃に専用種別変更（揮発油（ガソリン）→石油類）が行われ形式は新形式であるタキ10形（後述）とされた。以上合計3形式がタサ700形を種車として誕生した。
車体色は黒色、寸法関係は全長は9,700 mm - 10,100 mm、軸距は5,350 mm - 6,300 mm、実容積は25.5 m3 - 28.2 m3、自重は16.5 t - 19.2 t、換算両数は積車3.5、空車1.2であり、台車はアーチバー式のTR20である。
大日本帝国海軍・陸軍の所有車は第二次世界大戦敗戦に伴って大蔵省の所管となり、アメリカ軍に貸し渡されて米国陸軍輸送隊による「米タン」列車に使用された。民間所有車は戦前から戦後を通して引き続き使用され、1979年（昭和54年）7月24日に最後まで在籍した1両（タサ880）が廃車となり、同時に形式消滅となった。

## 形態区分

### タサ700 - 702（旧オア27600形）
タサ700 - 702の3両は1925年に日本車輌製造で製造されたオア27600形が前身で、日本初のボギータンク車であった。落成時の所有者は国営の「製鉄所」で、日本製鐵の前身である。
タンク体は普通鋼製で、寸法は3軸タンク車のタサ1形（旧フア27200形）とほぼ同じであるが、ドームは車体中央部に配置された。台枠への固定は繋ぎ板方式で、中央部は台枠に約200 mm落とし込まれていた。台枠は中梁を省略しており、下部には補強用のトラス棒が設けられていた。台車は軸間距離1,524 mmのアーチバー式台車であった。
登場から約5年後の1930年に3両とも除籍された。除籍後は製鉄所構内用のタンク車として使用されたと推測されている。

### タサ703 - 705・707・708（旧オア27620形）
タサ703 - 705・707・708の5両は、1927年から1929年にかけて大日本帝国海軍軍需部向けに製造されたグループである。タサ703はオア27620形として製造された後、1928年の改番でタサ700形タサ703となった。タサ703 - 705・707が新潟鐵工所製、タサ708が日本車輌製造製、タサ706は当初より欠番である。
新潟鐵工所製はタンク体が同社製のタサ500形と同一寸法であるが、台枠構造の変更により中央部に落とし込まれなくなった。台枠は同時期の25 t積み材木車（後の長物車）に類似したもので、補強用のトラス棒も設けられた。ブレーキは側ブレーキと空気ブレーキを併用し、台車はアーチバー式のTR16形であった。
タサ707が第二次世界大戦で戦災廃車となり、残る6両は戦後に日本石油輸送の前身となる日本原油輸送に移籍した。1969年から1971年にかけて廃車となった。

### タサ709 - 714
タサ709 - 714の6両は1930年に海軍軍需部向けに製造されたグループで、タサ709・710が大阪鐵工所、タサ711・712が川崎車輛、タサ713・714が日本車輌製造でそれぞれ製造された。専用種別は揮発油（ガソリン）である。
タンク体はリベット止めで、少なくとも大阪製と川崎製ではタンクの保冷用キセが設けられていた。タンク固定は大阪製と川崎製は繋ぎ板方式、日車製はセンタアンカ方式であった。台枠は大阪製がトラス棒付き、川崎製・日車製はトラス棒のない平台枠であった。台車は大阪鐵工所製が独自設計の軸距1,600 mmのアーチバー台車、川崎製・日車製が国鉄制式のTR20形であった。
戦災廃車はなく、戦後は6両とも日本石油輸送の所有となり、1969年から1970年にかけて廃車された。

### タサ715 - 729・758 - 762
1933年にタサ715 - 729、1935年にタサ758 - 762の合計20両が汽車製造で製造された。所有者は呉海軍軍需部で、積荷は航空用ガソリンであった。本グループよりタンク体が全溶接構造となっている。タンク固定はセンタアンカ方式、台枠は平型、台車は汽車製造独自設計の軸距1,600 mmのアーチバー台車であった。
タサ715・726・759・761は戦災廃車、タサ716は日本石油輸送の所有となった。残る15両は大蔵省所管となり、米国陸軍輸送隊による輸送列車（通称「米タン」）として1960年代まで使用された。

### タサ730 - 732・743 - 747
1934年にタサ730 - 732、1934年にタサ743 - 747の合計8両が新潟鐵工所で製造された。所有者は三菱石油であった。
タサ732は戦災廃車となったが、戦後にタサ881として復旧された。残る7両は三菱石油所有のまま使用されたが、タサ730は1953年に石油類専用の25 t積み車タキ10形タキ10に改造された。残る6両は1970年に廃車された。

### タサ733 - 742・748 - 757・763 - 797
1935年より日本石油向けに導入されたグループで、1937年までに最多グループとなる55両が新潟鐵工所で製造された。同時期製造のガソリン用タンク車において早山石油や小倉石油は15 t積みのタム500形を多用していたが、日本石油では20 t積みのタサ700形と10 t積みのタ900形を主軸としていた。
タサ782・785・788・789・791の5両は1940年に除籍、タサ790は事故廃車の後にタサ880として復旧されたと推定されている。残存車のうちタサ741は日本石油輸送へ移籍、他は日本石油で引き続き使用されたが、1970年から1972年にかけて廃車された。

### タサ798 - 807
日本石油向けの石油類（除揮発油）専用車として登場したグループで、1940年に新潟鐵工所で10両が製造された。
タサ803 - 806の4両は1941年に除籍、タサ801・802は日本石油輸送へ移籍、他は引き続き日本石油で使用された。1971年までに消滅した。

### タサ810 - 859
海軍向けとして、戦時中の1942年に50両が日本車輌製造で製造された。横須賀海軍軍需部向けは田浦駅常備が10両と塩浜駅常備が20両、呉海軍軍需部向けは呉駅常備と徳山駅常備が各10両であった。
戦後はタサ823が1957年にベンゾール専用のタサ4400形に改造、タサ850以降は日本石油輸送の所有となり、他は大蔵省所管として「米タン」列車に使用された。1970年からは一部で台車が従来のTR20形からコイルばねのTR41D形に換装されている。

### タサ808・809・860 - 869
国策石油会社として設立された東亜燃料工業向けのグループで、1942年にタサ808・809とタサ860 - 869の12両が新潟鐵工所で製造された。タサ810 - 859は海軍向け増備車に付番されたため、番号が飛んでいる。常備駅は初島駅であった。台枠は中梁の通る平台枠であるが、中央部の側梁が省略された。
廃車後、タサ860を含むタサ700形の据置タンク体が和歌山県の箕島漁港（有田市）で発見された。2001年4月末時点でタサ808・809・860を含む6両分が確認され、漁船用燃料の貯蔵庫として使用されていたが、同年6月時点では2両分が解体されており4両分が残されていた。

### タサ870 - 879
陸軍燃料廠向けとして、1943年に10両が大阪鐵工所で製造された。当初は1942年に20両製造の予定であったが、戦争の影響で遅延し10両のみが落成した。
戦後は10両とも内外輸送に移籍し、7両は1950年に大蔵省所管に戻されて「米タン」で使用された。タサ874・877・878は1955年に22 t積みアルコール専用車タサ3500形に改造された。

### タサ880
タサ880は事故復旧車とされる車両で、1947年に車籍編入された。末期は三菱商事の所有で糖蜜輸送に使用され、タサ700形では最も遅くまで残り、1978年度に廃車となった。

### タサ881
タサ881は戦災廃車となったタサ732の復旧車で、1948年に新潟鐵工所で復旧された。当初は日本陸運産業の所有であったが、1949年にゼネラル物産（後のゼネラル石油）に移籍し、1970年に廃車となった。

## 他形式への改造

### タサ3500形
タサ3500形は、前述のように1955年（昭和30年）5月28日から同年6月13日にかけて3両（コタサ3500 - コタサ3502）が造機車輌にてタサ700形より改造されアルコール専用の22 t 積タンク車として落成した。
所有者は内外輸送でありその常備駅は東海道本線貨物支線（通称、高島線）の新興駅であった。
車体色は黒色、寸法関係は全長は10,600 mm、軸距は6,400 mm、実容積は27.5 m3、自重は18.5 t-18.7 t、換算両数は積車4.0、空車1.8である。
1982年（昭和57年）4月9日に最後まで在籍した1両（コタサ3500）が廃車となり、同時に形式消滅となった。

### タサ4400形
タサ4400形は、前述のように1957年（昭和32年）7月9日に1両（タサ823→コタサ4400）がタサ700形より改造されベンゾール専用の24 t 積タンク車として落成した。
落成時の所有者は三井化学工業でありその常備駅は、鹿児島本線の大牟田駅であった。その後所有者は1968年（昭和43年）10月21日に三井東圧化学へ社名変更した。
本形式の他にベンゾール専用種別とする形式は、タ1000形（48両）、タム3200形（5両）、タム3250形（83両）、タム23250形（15両）、タサ1000形（13両）、タサ1050形（2両）、タサ1100形（6両）、タキ200形（初代）（1両）、タキ850形（1両）、タキ900形（2両）、タキ950形（2両）、タキ1800形（65両）、タキ4150形（1両）、タキ6450形（3両）、タキ14400形（11両）の15形式が存在した。
車体色は黒色、全長は9,400 mm、軸距は5,350 mm、実容積は28.2 m3、自重は17.9 t、換算両数は積車3.5、空車1.2、台車は、ベッテンドルフ式のTR41Bであった。
1987年（昭和62年）4月の国鉄分割民営化時には車籍がJR貨物に継承されたが、1989年（平成元年）3月に廃車となり同時に形式消滅となった。

### タキ10形
タキ10形は、前述のように1953年（昭和28年）頃に1両（タキ10）のみが飯野重工業にてタサ700形より改造され、石油類専用の25 t 積タンク車として落成した。
所有者は三菱石油でありその常備駅は水島臨海鉄道西埠頭線の西埠頭駅であった。
車体色は黒色、寸法関係は軸距は6,490 mm、実容積は34.2 m3、自重は17.8 t、換算両数は積車4.5、空車1.8である。
1966年（昭和41年）11月29日に廃車となり、同時に形式消滅となった。